# Рассвет (Аксайский район)
Рассве́т — посёлок в Аксайском районе Ростовской области.
Входит в состав Рассветовского сельского поселения, являясь его административным центром.

## География
Расположен в 10 км к северу от районного центра — города Аксай.

## История
Рассвет был основан в 1932 году, вначале как подсобное хозяйство Новочеркасской школы председателей колхоза, а с образованием Донского зонального научно-исследовательского института сельского хозяйства и его переходом в п. Рассвет, стал административным центром поселения и научным центром сельскохозяйственной науки на юге России.
Первой и главной улицей посёлка стала улица Комсомольская, на которой на момент основания посёлка находилось всего лишь два барака. В 2012 году окончено строительство спального корпуса в Кадетском корпусе посёлка Рассвет, закончено оборудование новой поликлиники, открыт новый филиал Сбербанка, расширено помещение «Почты России», открыта новая аптека. Открыт цех по изготовлению мебели, цех по производству тротуарной плитки и бордюрного камня, а также цех по выпуску облицовочного камня. Построена колокольня на территории Храма Кирилла и Мефодия.

## Население
| 1989 | 2002  | 2010  |
| ---- | ----- | ----- |
| 3517 | ↗4772 | ↗4958 |

## Транспорт
По окраине посёлка проходит автодорога М4 «Дон».
В посёлок ходят маршрутные такси по маршрутам:
- п. Рассвет — г. Ростов-на-Дону (№ 127),
- п. Рассвет — г. Аксай (№ 155),
- п. Рассвет — п. Мускатный (№ 133).

## Инфраструктура
В посёлке имеется несколько учебных заведений, а именно: Рассветовская сельская школа, выигравшая грант в размере 1000000 рублей среди школ Аксайского района в 2007 году, Казачий Кадетский корпус, посещённый в этом же году Президентом РФ В. В. Путиным и Д. А. Медведевым, четыре детских сада: «Росинка», «Солнышко», «Василек», «Радуга». Не так давно был построен храм. В посёлке находится Донской Зональный Научно-исследовательский Институт Сельского Хозяйства (ДЗНИИСХ). В прошлом году была оборудована новая амбулатория.

## Семейный дом Сорокиных
Семейному детскому дому Сорокиных из п. Рассвет, одному из первых в области, уже 14 лет. За это время Татьяна Васильевна с Михаилом Васильевичем воспитали более 50 приёмных детей, сыграли 17 свадеб (в том числе и собственную серебряную). У них сейчас 17 внуков.
Перед праздниками мать шлет поздравительные открытки взрослым детям: в г. Ростов-на-Дону, г. Аксай, ст. Старочеркасскую, ст. Багаевскую, Зерноградский район.
По стопам родителей пошла их старшая дочь Анна, она растит пятерых: двоих родных и троих приемных детей. Брат Татьяны Васильевны, Валерий, вместе с женой открыли семейный детский дом, у них семеро ребят.
Несколько лет назад Сорокины были приглашены в Москву, чтобы получить из рук Патриарха Всея Руси Алексея Второго орден «За дела милосердия».
10 января 2003 года Президент Российской Федерации В. В. Путин подписал указ о награждении семейного детского дома медалью ордена «За заслуги перед Отечеством» второй степени. Награда была вручена Сорокиным 26 февраля 2003 года в Администрации области.

## Достопримечательности
На улице Комсомольской имеется памятник неизвестному солдату (в память погибших при немецком наступлении на посёлок).
В окрестностях поселка Рассвет расположены памятники археологии, охранный статус которым был присвоен согласно Решению Малого Совета облсовета № 301 от 18 ноября 1992 года.
- Курганный могильник «Рассвет-1» расположен на расстоянии 0,5 км восточнее поселка Рассвет. Относится к памятникам археологии[4].
- Курганный могильник «Рассвет-2» — расположен в 1 км восточнее посёлка[5].
- Курганный могильник «Рассвет-3» — расположен на расстоянии 0,8 км восточнее поселка[6].
- Курганный могильник «Рассвет-4» — расположен на северо-восток от посёлка на расстоянии 0,5 км[7].
- Курганный могильник «Рассвет-5» — расположена в 2 км юго-западнее посёлка[8].
- Курганный могильник «Камышеваха-1» — расположен на склоне балки Камышеваха в 4,1 км от посёлка[9].
- Курганный могильник «Большая Камышеваха-1» — расположен на склоне к балке Большая Камышеваха в 1,5 км к востоку от посёлка[10].
- Поселение «Камышеваха−2» — расположено на правом берегу балки Камышеваха в 5 км восточнее посёлка[11].